# 宮田恭子
宮田 恭子（みやた きょうこ、1934年7月15日 - ）は、英文学者、ジェイムズ・ジョイス研究者、元玉川大学教授。

## 来歴
石川県生まれ。東京大学教養学部教養学科イギリス分科卒業、1964年「アイリス・マードック『鐘』試論」によりシェイクスピア賞受賞。1966年同大学院比較文学比較文科専攻入学、1969年修士課程修了。その後ジョイスを中心に著書訳書多数、『フィネガンズ・ウェイク』の抄訳を行った。玉川大学教授を務め、2005年定年退任。

## 人物
かつて石川県の小松市立松陽中学校で教鞭を執っており、そのときの教え子に外交官の孫崎享がいる。

## 著書
- 『ジョイス研究 家族との関係にみる作家像』小沢書店 1988
- 『ジョイスの都市 トリエステとチューリッヒ』小沢書店 1989
- 『ウルフの部屋』みすず書房 1992
- 『ジョイスのパリ時代 『フィネガンズ・ウェイク』と女性たち』みすず書房 2006
- 『ジョイスと中世文学 『フィネガンズ・ウェイク』をめぐる旅』みすず書房 2009
- 『ルチア・ジョイスを求めて ジョイス文学の背景』みすず書房　2011
- 『ジョイスとめぐるオペラ劇場』水声社「水声文庫」 2015

## 翻訳
- スタニスロース・ジョイス『兄の番人 若き日のジェイムズ・ジョイス』 みすず書房 1993
- リチャード・エルマン『ジェイムズ・ジョイス伝』（1・2）、みすず書房 1996
- ヴァージニア・ウルフ 『ロジャー・フライ伝』 みすず書房 1997
- フランセス・スポールディング 『ヴァネッサ・ベル』 みすず書房 2000
- ジェイムズ・ジョイス『フィネガンズ・ウェイク 抄訳』 集英社 2004。和田誠装丁
- ユーリック・オコナー編著 『われらのジョイス　五人のアイルランド人による回想』 みすず書房 2009
- ジョン・マッコート 『ブルームの歳月　トリエステのジェイムズ・ジョイス 1904-1920』 水声社 2017
- 『ディア・ミス・ウィーヴァー　ハリエット・ショー・ウィーヴァー伝一八七六－一九六一』

ジェイン・リダデール／メアリー・ニコルソン、法政大学出版局 2020